# Rugari
Rugari är ett periodiskt vattendrag i Burundi.   Det ligger i provinsen Ruyigi, i den centrala delen av landet, 80 kilometer öster om huvudstaden Bujumbura.
Omgivningarna runt Rugari är en mosaik av jordbruksmark och naturlig växtlighet. Runt Rugari är det ganska tätbefolkat, med 111 invånare per kvadratkilometer.